# Terentia (Mécène)
Pour l'épouse de Cicéron, voir Terentia.
Terentia fut l'épouse de Mécène. Elle est plusieurs fois mentionnée par Sénèque (Lettre 114°, Provid., ch. m). Elle était fameuse par sa beauté, mais aussi par sa coquetterie : Mécène la répudia et la reprit plusieurs fois.
Suétone attribue la perte de la faveur impériale de Mécène au fait que Mécène avait indiscrètement révélé à Terentia la découverte de la conspiration dans laquelle était impliqué Murena, le frère de cette dernière, mais, selon Dion Cassius, il faut chercher le véritable motif dans les relations de l'empereur Auguste avec Terentia.